# Операция „Уго“
Операция „Уго“ (на японски: ウ号作戦) от март до юни 1944 година е военна операция в Британска Индия по време на Бирманската кампания на Втората световна война.
Тя започва с настъпление на Япония от територията на Бирма към долината на Брахмапутра, целящо да прекъсне връзките между Република Китай и нейните западни Съюзници. Японците са спрени от силите на Британската империя в Импхалската и Кохимската битка, след което се оттеглят със значителни загуби.